# Майкъл Джордан
 Тази статия е за американския баскетболист.  За актьора вижте Майкъл Джордан (актьор).  
Майкъл Джефри Джордан (на английски: Michael Jeffrey Jordan), роден на 17 февруари 1963 година в Бруклин, Ню Йорк, е бивш американски професионален баскетболист, считан за един от най-великите играчи за всички времена. Висок е 198 cm. От 1984 до 2003 (с прекъсвания) е играл в НБА. Известен е с прякора си „Въздушния“ (на английски език „Air Jordan“) заради високия си отскок. Собственик на отбора на Шарлът Хорнетс.

## Биография

### Детски години
Като малко момче Майкъл играе бейзбол,баскетбол и американски футбол, като любим спорт му е бейзболът. Но като деветокласник той постъпва в училищния отбор по баскетбол. Първата си забивка той прави още в девети клас, висок само 172 cm. В десети Майкъл не успява да намери място в гимназиалния си отбор. Отпратен е да се състезава за втория отбор на училището. Там той реализира средно по 25 точки на мач. В единадесети клас е вече 190 cm висок и намира място в първия отбор на училището. Същият сезон е поканен и на Файв Стар Камп (спортен лагер за най-талантливите млади баскетболисти от цяла Америка). Там Майкъл печели десет индивидуални трофея и по този начин привлича погледите на редица колежи. Тогава той решава, че баскетболът е спортът, който иска да играе и си поставя за цел да постигне големи успехи. Следващата година е последна за него в гимназията. Той отново играе в отбора и постига по 27 точки средно на мач. Което му носи и стипендия от университета Северна Каролина.

### В колежанското първенство
В колежанския баскетболен отбор Джордан избира за първи път да играе с №23. Той обяснява това свое решение с факта, че брат му (първият голям съперник в детските години на Майкъл) обикновено играе с №45. И от уважение към него той избира число, приблизително наполовина по-малко от 45. В първата си година в университета Джордан е избран за новобранец №1 на Атлантическата Конференция. Отборът се класира за финал и играе срещу Джорджтаунския университет с лидер бъдещия голям съперник на Джордан Патрик Юинг. Петнадесет секунди преди края Северна Каролина губи с една точка когато топката попада в ръцете на Въздушния и той бележи от средно разстояние, с което и носи победата за своя отбор. Така Джордан привлича вниманието на всички към себе си.
През 1984 година Джордан играе за олимпийския отбор на САЩ. В отбора участват само колежани заради тогавашните правила, според които професионалисти не могат да участват в Олимпийски игри. Американците печелят златните медали. Девет месеца по-късно Джордан изиграва първия си мач в НБА за отбора на Чикаго Булс.

### Чикаго Булс
Майкъл прави своя дебют в професионалния баскетбол на 26 октомври 1984 г., отбелязвайки 16 точки срещу отбора на Уошингтън Бюлетс. В следващия си месец игра за Булс той в шест мача бележи повече от 30 точки. Същата година Джордан е избран в стартовата петица на Изтока в Мача на Звездите. Майкъл завършва сезона с 28 точки средно на мач и е избран за новобранец на годината.
Следващият сезон обаче Джордан чупи своя глезен. Една болезнена и тежка травма, която го вади извън игрището за дълго време. Той се завръща на 15 март 1986 г., в мач срещу Милуоки Бъкс. С неговото завръщане Чикаго Булс се класира за плейофите, но там те срещат Бостън Селтикс и въпреки че Джордан бележи рекордните 63 точки за един плейофен мач, Булс са отстранени.
През сезон 1986/87 Джордан бележи 37 точки средно на мач и печели първата си титла за най-добър реализатор. През 1988 в звездния уикенд печели турнира на забивките за втори последователен път, както и наградата най-полезен играч в мача на звездите. През сезон 1988/89 година той бележи 32,5 точки средно на мач и печели своята трета титла най-добър реализатор на сезона. През сезон 1989/90 отново печели титлата най-добър реализатор на сезона. Чикаго обаче са отстранени отново от плейофите и не могат за пореден път да спечелят така жадуваната титла.

### Титла след титла
Следващият сезон започва много успешно за Чикаго Булс. Играта на отбора е вече много зряла. Около Джордан изгряват звездите и на Скоти Пипън и Хорас Грант. Отборът завършва на първо място в редовния сезон за първи път от 16 години. След невероятна серия в плейофите, където постигат 15 победи и само 2 загуби, Булс печелят титла за първи път в историята си. Майкъл Джордан обира наградите за най-добър играч и реализатор на сезона, както и за най-добър играч на финалите.
Сезон 1991/92 е дори по-успешен. Чикаго Булс завършват редовния сезон с 67 победи и 15 загуби. Печелят без проблеми титлата, а Джордан – отново индивидуалните награди за най-добър реализатор и най-добър играч на редовния сезон и на финалите.
Трета поредна титла печели отборът на Булс през сезон 1992/93. Джордан отново е избран за най-добър реализатор и най-добър играч във финалите. Наградата за най-добър играч през редовния сезон е взета от близкия приятел на Майкъл Чарлз Баркли.
На Олимпийските игри в Барселона през 1992 година Джордан участва във Дрийм Тийм отбора на САЩ (който и е баскетболният отбор с най-много звезди, участвал на Олимпиада). Отборът печели златните медали като просто „смазва“ всеки свой противник.
На 6 октомври 1993 година Майкъл обявява, че се отказва от баскетбола след като вече е спечелил всичко възможно – три последователни титли в НБА, три поредни отличия за най-добър играч във финалите, седем поредни реализаторски титли и куп други индивидуални награди. Той започва кариера на професионален бейзболист в отбора на Чикаго Уайт Сокс, опитвайки се да изпълни детската си мечта и желанието на баща си.

### Първото завръщане
На 19 март 1995 година Джордан официално се завръща в мач срещу Индиана Пейсърс. Играе с номер 45 до втория мач от плейофите срещу Орландо Меджик когато решава отново да облече потника с легендарния номер 23. През следващия сезон 1995/96 Булс постигат ненадминатия баланс от 72 победи и 10 загуби като по този начин печелят четвъртата си титла. През следващите два сезона те успяват да спечелят петата и шестата си титла след драматични финални битки с отбора на Карл Малоун, Юта Джаз. И през трите сезона Джордан печели отличието за най-добър играч във финалите, прибавяйки към него и трофея за най-добър играч през редовния сезон през 1996 и 1998 г.
Блестящият финал срещу Юта през 1998 г. е достоен завършек за една толкова успешна кариера. Част от звездите на Чикаго вече са обявили, че ще напуснат отбора, договорът на треньора Фил Джексън също изтича. Майкъл Джордан също обявява решението си да се откаже.

### Второто завръщане – в Уошингтън Уизардс
На 25 септември 2001 г. Джордан отново обявява завръщането си в НБА. Той облича екипа на частично притежавания от него отбор на Уошингтън Уизардс. В първия сезон след завръщянето си Джордан е преследван от различни контузии. Въпреки че успява да изиграе само 60 мача и отборът му не се класира за плейофите, Майкъл е посрещнат много топло от публиката. През сезона отборът му се радва на най-висока посещаемост в цялата лига.

### Окончателно отказване
Сезон 2002/03 е последният в кариерата на Майкъл Джордан. Той е посрещан с неспирни овации във всяка една зала, в която играе Уошингтън Уизардс. Последният му мач в зала Юнайтед Сентър в Чикаго е изпълнен с продължителни аплодисменти и много сълзи. Преди гостуването на Маями Хийт, домакините организират церемония, подкрепяща решението на отбора да спре използването на номер 23 в бъдеще, въпреки че Джордан никога не е играл в Маями. През последния си сезон Джордан не е избран в стартовата петица в мача на звездите. Но избраният за титулярен гард Винс Картър решава в знак на уважение да се откаже от мястото си в полза на легендата.
Майкъл Джордан изиграва последния си мач в НБА на 16 април 2003 във Филаделфия срещу отбора на Филаделфия Севънти Сиксърс. В него той отбелязва 15 точки и е сменен под бурни аплодисменти на публиката минута и 44 секунди преди края.

## Постижения
- Шест пъти шампион на НБА с Чикаго Булс (1991, 1992, 1993, 1996, 1997, 1998);
- Два пъти Олимпийски шампион с отбора на САЩ (1984, 1992);
- Шест пъти Най-полезен играч (MVP) във финалите на НБА (1991, 1992, 1993, 1996, 1997, 1998);
- Пет пъти Най-полезен играч (MVP) в редовния сезон (1988, 1991, 1992, 1996, 1998);
- Три пъти Най-полезен играч (MVP) в Мача на звездите (1988, 1996, 1998);
- Най-високо постижение от 41 точки средно на мач във финалите през 1993 година;
- Десет пъти избран в най-добрата петица на НБА (1986 – 93 и 1995 – 98);
- Десет пъти реализатор №1 – рекорд в НБА;
- Първи в класацията за най-много точки средно на мач (30,12), в историята на НБА за редовния сезон;
- Първи в класацията за най-много точки средно на мач (33,4), в историята на НБА за плейофите;
- Избран през 1996 година между 50-те най-добри играчи в НБА за всички времена;
- През 1988 г. е избран за Най-добър защитник в НБА.

- Общо в редовен сезон:

15 сезона, 1072 мача, 41 011 минути, 706 победи, 366 загуби, 32 292 точки (30,1 средно на мач), 5633 асистенции (5,3 средно на мач), 6672 борби (6,2 средно на мач), 2514 откраднати топки (2,35 средно на мач), 2783 фаула (2,6 средно на мач);
- Общо в плейофите:

13 сезона, 179 мача, 7474 минути, 119 победи, 60 загуби, 5987 точки (33,4 средно на мач), 1022 асистенции (5,7 средно на мач), 1152 борби (6,4 средно на мач), 376 откраднати топки (2,1 средно на мач), 541 фаула (3 средно на мач);
- Общо в Мача на звездите:

13 мача, 382 минути, 6 победи, 7 загуби, 262 точки (20,2 средно на мач), 54 асистенции (4,2 средно на мач), 61 борби (4,7 средно на мач), 37 откраднати топки (2,8 средно на мач), 32 фаула (2,5 средно на мач).

## Извън терена
Извън терена Майкъл Джордан е едно от най-използваните лица в американската рекламна индустрия, рекламирайки продукти на Найк, Кока-Кола, Дженеръл Мотърс, Геторейд, Макдоналдс и др. Един от най-известните продукти на Найк е обувката Air Jordan (Въздушния Джордан), произведена за Майкъл Джордан и кръстена на прозвището му, като само за периода 2014 – 2015 брандът е донесъл на Майкъл около 100$ милиона. Той е тясно свързан и с анимационните герои на Уорнър Брос. Пикчърс, участвал е в няколко реклами с тях, както и в анимационния пълнометражен филм Космически забивки. През 2014 дялът му в Шарлът Хорнетс достига до сумата от $416 милиона и заедно с приходите от Найк превръща Джордан в първия спортист, спечелил 1 милиард долара.
След като се отказва от професионалната си кариера започва да се занимава активно с бизнес. За кратко е съсобственик на баскетболния отбор Уошингтън Уизардс, притежава част от друг отбор – Шарлът Бобкетс. Негова собственост е и голям американски отбор по мотоциклетизъм. Има и собствена модна линия, наречена просто Jordan.
В свободното си време Джордан се отдава на страстта си към мотоциклетите и голфа.